# Szymon Woźniak

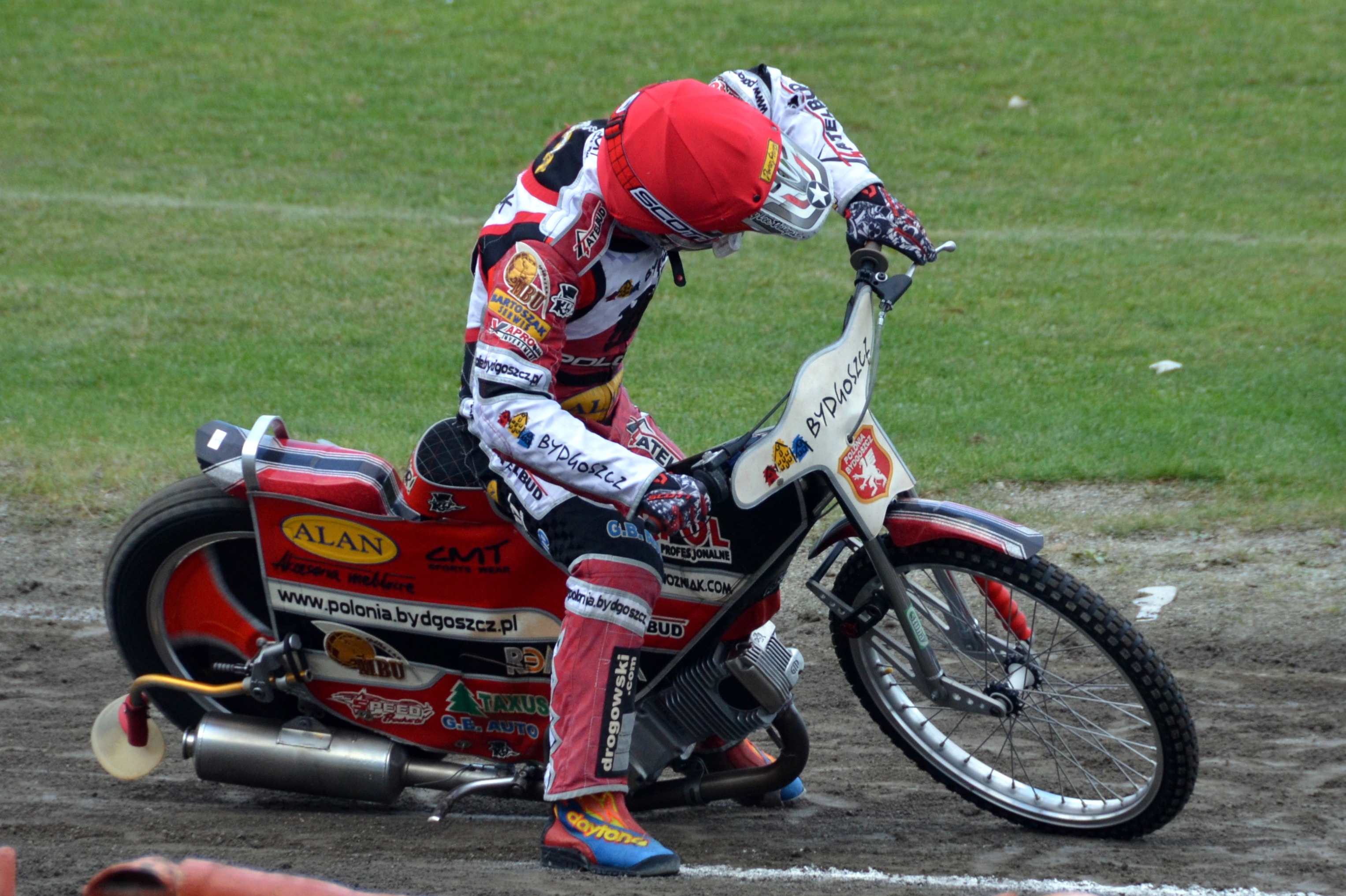
Szymon Woźniak przygotowuje się do pierwszego biegu podczas finału MDMP w Bydgoszczy, 22.09.2011

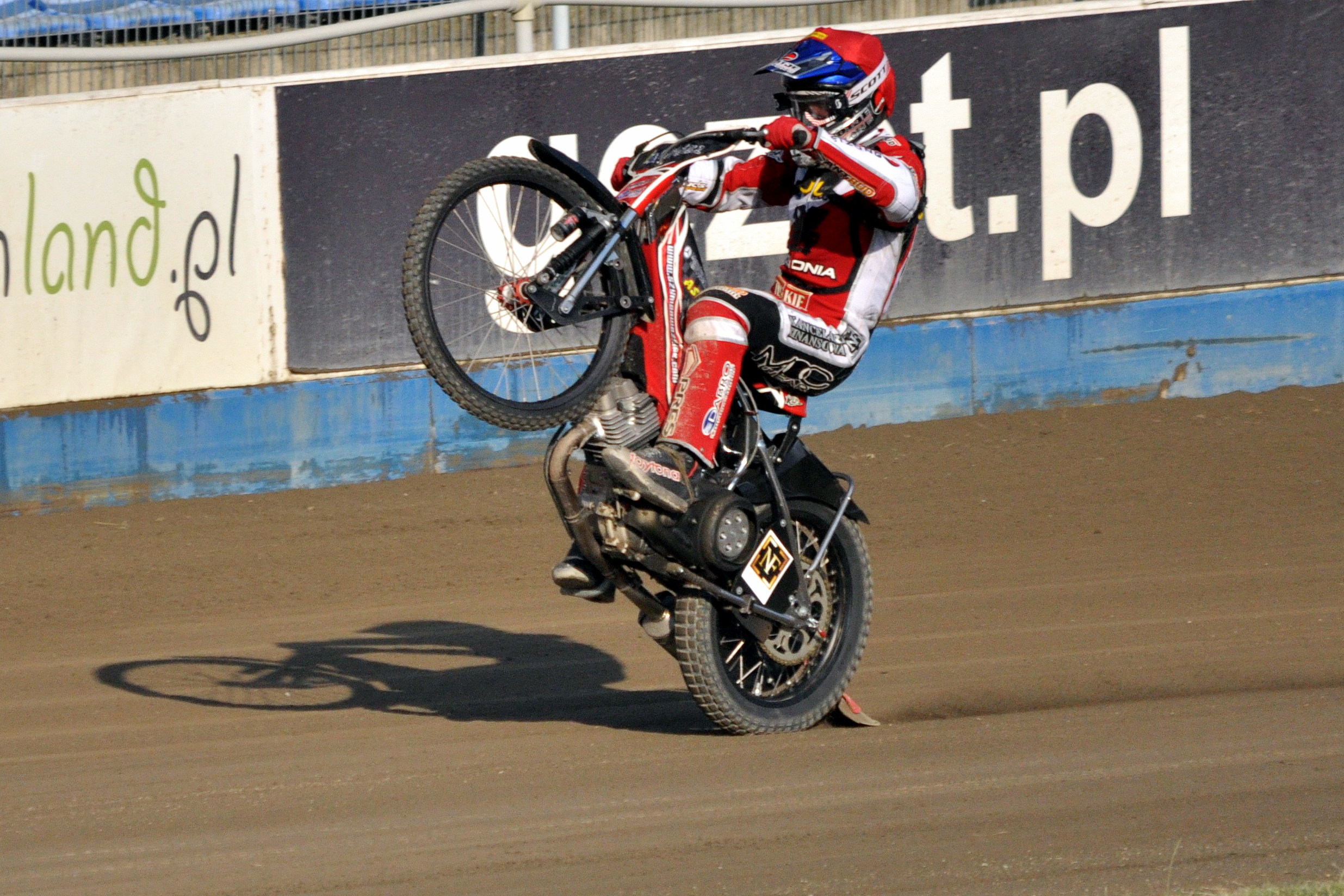
Radość z wygranego biegu (III runda MDMP w 2014 r.)

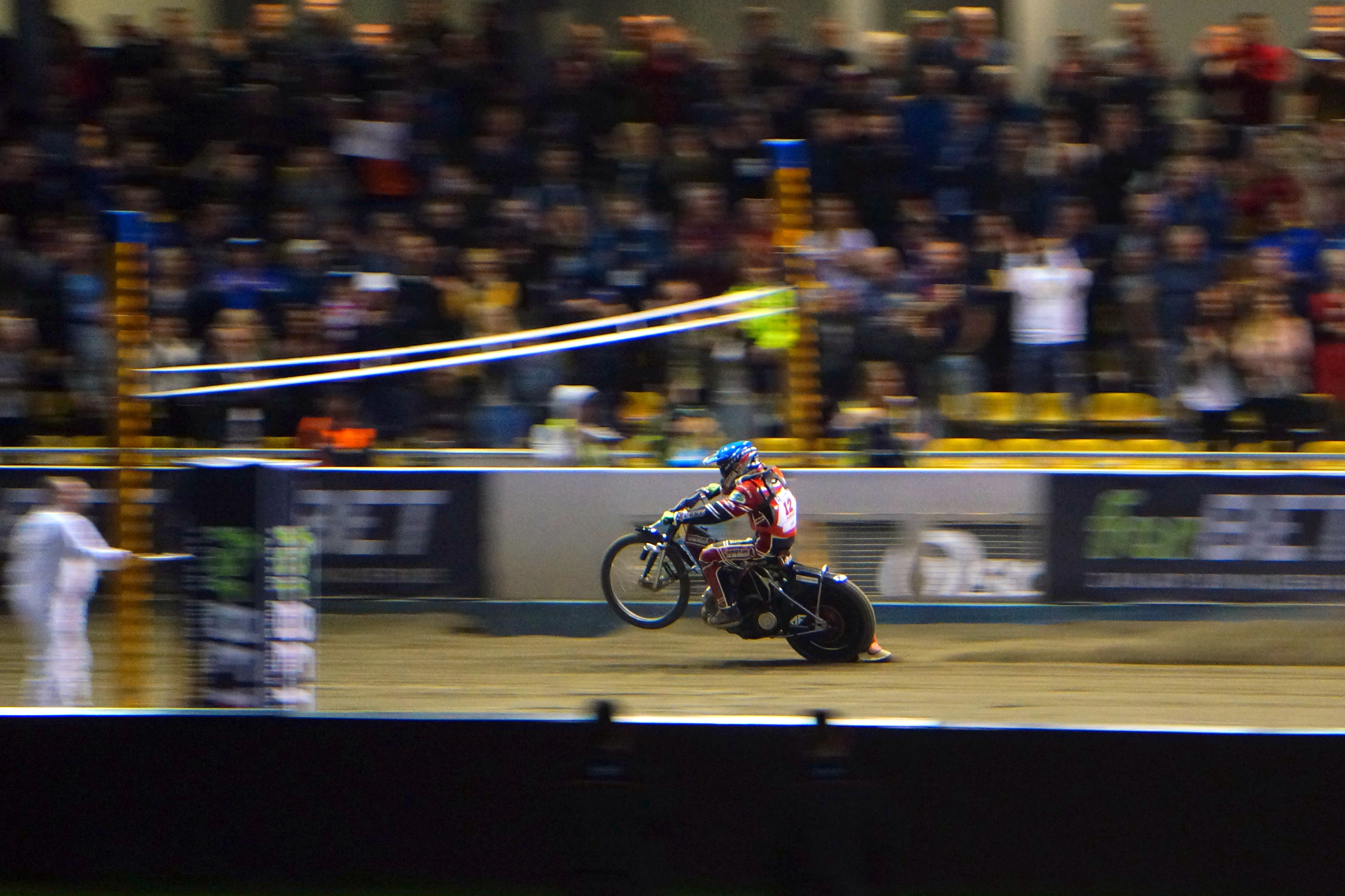
Gorzów Wlkp. Woźniak zdobywa tytuł Indywidualnego Mistrza Polski (2017)

Szymon Woźniak (ur. 6 maja 1993 w Tucholi) – polski żużlowiec.
Młodzieżowy Indywidualny Mistrz Polski z 2014 oraz Indywidualny Mistrz Polski z 2017. Srebrny medalista Speedway of Nations 2020.

## Życiorys

### Kariera
Swoją karierę rozpoczął w 2004 roku od startów w miniżużlu, gdzie zdobył wiele sukcesów m.in. tytuł indywidualnego mistrza Polski. Jest także wielokrotnym zdobywcą Pucharu Polski. Ma na swoim koncie również medale drużynowych mistrzostw Polski w miniżużlu. W 2007 roku został finalistą mistrzostw świata oraz mistrzostw Europy w miniżużlu.
Licencję żużlową zdał 16 września 2008 roku w barwach Polonii Bydgoszcz. W lidze zadebiutował 24 maja 2009 roku w Gdańsku, gdzie w dwóch startach nie wywalczył punktów. Pierwsze zwycięstwo ligowe zanotował 16 sierpnia 2009 roku w dwunastym biegu meczu z Unibaxem Toruń, pokonując m.in. Chrisa Holdera oraz Darcy’ego Warda. W 2009 roku uplasował się na 10 miejscu w młodzieżowych indywidualnych mistrzostwach Polski oraz mistrzostwach ligi juniorów. Ponadto został indywidualnym mistrzem Pomorza.
13 września 2014 r. Szymon Woźniak zdobył tytuł Młodzieżowego Indywidualnego Mistrza Polski na torze w Gorzowie Wielkopolskim.
Od 2015 jeździ również w lidze szwedzkiej. Jego pierwszym klubem w tym kraju była Rospiggarna Hallstavik. Ponadto w latach 2015–2016 jeździł dla brytyjskiego Leicester Lions. Po sezonie 2015 odszedł z Polonii Bydgoszcz. W latach 2016–2017 startował dla Sparty Wrocław. Od 2017 roku był zawodnikiem Vetlandy Speedway. 2 lipca 2017 r. wywalczył tytuł Indywidualnego Mistrza Polski na żużlu w finale rozgrywanym na torze w Gorzowie Wielkopolskim. Kończąc rozgrywki Ekstraligi 2017 na drugim miejscu, Woźniak zdobył swój pierwszy medal DMP w karierze.
Od sezonu 2018 do sezonu 2024 jeździł dla Stali Gorzów. Dostał dziką kartę na Grand Prix w Gorzowie 25 sierpnia 2018 roku. Był to debiut Woźniaka w tym cyklu. Zawody te ukończył na dziesiątym miejscu z dorobkiem ośmiu punktów (3,1,2,0,2). Pierwszy sezon w gorzowskiej drużynie zakończył ze średnią biegową wynoszącą 1,638. W sezonie 2019 był bardzo ważnym zawodnikiem drużyny i drugim po Bartoszu Zmarzliku najważniejszym filarem gorzowskiego klubu. Pięciokrotnie notował dwucyfrową liczbę punktów, a jego średnia biegowa wyniosła 1,952 (druga najwyższa w drużynie i 16. w lidze).
Początek sezonu 2020 nie był dla Polaka tak dobry jak rok wcześniej. W czterech pierwszych meczach zgromadził zaledwie 18 punktów, po czym został odsunięty od składu. Do regularnej jazdy w lidze powrócił w 12. kolejce, w mecz Derbów Ziemi Lubuskiej z Falubazem Zielona Góra. W meczu przeciwko lokalnemu rywalowi zdobył 11 punktów i 3 bonusy (3,2*,2*,3,1*), co było jego najlepszym występem w sezonie, a miejsca w składzie nie oddał do końca roku. 7 września 2020 na torze w Lesznie zdobył brązowy medal Indywidualnych Mistrzostw Polski. Woźniak dobrze zaprezentował się w rundzie zasadniczej, którą zakończył na drugim miejscu z 12 punktami, co dało mu bezpośredni awans do biegu finałowego. W finale musiał uznać wyższość Macieja Janowskiego i Bartosza Zmarzlika. Ostatecznie średnia Woźniaka w rozgrywkach ligowych wyniosła 1,532, a Stal ukończyła Ekstraligę na drugim miejscu. Dobrą postawą pod koniec sezonu zapracował sobie powołanie na finał Speedway of Nations 2020, gdzie reprezentacja Polski zdobyła srebrny medal.
Startował w Indywidualnych Mistrzostwach Polski 2021. W zawodach zajął ósme miejsce. Sezon 2021 był dla niego drugi najlepszy w karierze pod względem średniej biegowej w polskiej Ekstralidze (1,797). Był również drugim zawodnikiem ligi pod względem liczby bonusów (20). Pod koniec listopada 2021 ogłosił, że zmienia klub w lidze szwedzkiej. Po pięciu latach startów dla Vetlandy, w sezonie 2022 ponownie jeździł dla Rospiggarny Hallstavik. W sezonach 2023 i 2024 był zawodnikiem Kumla Indianerna Speedway.
W sezonie 2025 w polskiej lidze będzie reprezentował klub Abramczyk Polonia Bydgoszcz.
Zajął piąte miejsce w Kryterium Asów Polskich Lig Żużlowych 2022.

### Życie prywatne
8 maja 2018 r. Woźniakowi i jego narzeczonej Karolinie urodziły się dwie córki – Gabrysia i Ula. W październiku 2019 para pobrała się.

## Starty w Grand Prix (indywidualnych mistrzostwach świata na żużlu)

### Punkty w poszczególnych zawodachGrand Prix
| Sezon 2018             |                      |                      |                         |                                 |                                |                                 |                                |                                |                     |                 |                   |                   |         |         |         |         |         |         |         |         |         |        |        |        |        |        |        |        |        |        |        |        |        |
| GP Polski – Warszawa   | GP Czech – Praga     | GP Danii – Horsens   | GP Szwecji – Hallstavik | GP Wielkiej Brytanii – Cardiff  | GP Skandynawii – Målilla       | GP Polski – Gorzów Wielkopolski | GP Słowenii – Krško            | GP Niemiec – Teterow           | GP Polski – Toruń   | miejsce         | miejsce           | miejsce           | miejsce | miejsce | miejsce | miejsce | miejsce | miejsce | miejsce | miejsce | miejsce | punkty | punkty | punkty | punkty | punkty | punkty | punkty | punkty | punkty | punkty | punkty | punkty |
| –                      | –                    | –                    | –                       | –                               | –                              | 8                               | –                              | –                              | –                   | 18              | 18                | 18                | 18      | 18      | 18      | 18      | 18      | 18      | 18      | 18      | 18      | 8      | 8      | 8      | 8      | 8      | 8      | 8      | 8      | 8      | 8      | 8      | 8      |
| Sezon 2022             |                      |                      |                         |                                 |                                |                                 |                                |                                |                     |                 |                   |                   |         |         |         |         |         |         |         |         |         |        |        |        |        |        |        |        |        |        |        |        |        |
| GP Chorwacji – Goričan | GP Polski – Warszawa | GP Czech – Praga     | GP Niemiec – Teterow    | GP Polski – Gorzów Wielkopolski | GP Wielkiej Brytanii – Cardiff | GP Polski – Wrocław             | GP Danii – Vojens              | GP Szwecji – Målilla           | GP Polski – Toruń   | miejsce         | miejsce           | miejsce           | miejsce | miejsce | miejsce | miejsce | miejsce | miejsce | miejsce | miejsce | punkty  | punkty | punkty | punkty | punkty | punkty | punkty | punkty | punkty | punkty | punkty |        |        |
| –                      | –                    | –                    | –                       | 3                               | –                              | –                               | –                              | –                              | –                   | 19              | 19                | 19                | 19      | 19      | 19      | 19      | 19      | 19      | 19      | 19      | 3       | 3      | 3      | 3      | 3      | 3      | 3      | 3      | 3      | 3      | 3      |        |        |
| Sezon 2023             |                      |                      |                         |                                 |                                |                                 |                                |                                |                     |                 |                   |                   |         |         |         |         |         |         |         |         |         |        |        |        |        |        |        |        |        |        |        |        |        |
| GP Chorwacji – Goričan | GP Polski – Warszawa | GP Czech – Praga     | GP Niemiec – Teterow    | GP Polski – Gorzów Wielkopolski | GP Szwecji – Målilla           | GP Łotwy – Ryga                 | GP Wielkiej Brytanii – Cardiff | GP Danii – Vojens              | GP Polski – Toruń   | miejsce         | miejsce           | miejsce           | miejsce | miejsce | miejsce | miejsce | miejsce | miejsce | miejsce | punkty  | punkty  | punkty | punkty | punkty | punkty | punkty | punkty | punkty | punkty |        |        |        |        |
| –                      | –                    | –                    | –                       | 1                               | –                              | –                               | –                              | –                              | –                   | 28              | 28                | 28                | 28      | 28      | 28      | 28      | 28      | 28      | 28      | 28      | 28      | 1      | 1      | 1      | 1      | 1      | 1      | 1      | 1      | 1      | 1      | 1      | 1      |
| Sezon 2024             |                      |                      |                         |                                 |                                |                                 |                                |                                |                     |                 |                   |                   |         |         |         |         |         |         |         |         |         |        |        |        |        |        |        |        |        |        |        |        |        |
| GP Chorwacji – Goričan | Sprint – Warszawa    | GP Polski – Warszawa | GP Niemiec – Landshut   | GP Czech – Praga                | GP Szwecji – Målilla           | GP Polski – Gorzów Wielkopolski | Sprint – Cardiff               | GP Wielkiej Brytanii – Cardiff | GP Polski – Wrocław | GP Łotwy – Ryga | GP Danii – Vojens | GP Polski – Toruń | miejsce | miejsce | miejsce | miejsce | miejsce | miejsce | miejsce | miejsce | punkty  | punkty | punkty | punkty | punkty | punkty | punkty | punkty |        |        |        |        |        |
| 6                      | –                    | 10                   | 8                       | 8                               | 7                              | 10                              | –                              | 1                              | 1                   | 4               | 1                 | 2                 | 13      | 13      | 13      | 13      | 13      | 13      | 13      | 13      | 58      | 58     | 58     | 58     | 58     | 58     | 58     | 58     |        |        |        |        |        |

| Statystyki        | Statystyki |
| ----------------- | ---------- |
| Starty            | 14         |
| Zwycięstwa        | 0          |
| Miejsca na podium | 0          |
| Finalista         | 0          |
| Punkty            | 70         |

## Starty wSpeedway of Nations
| Sezon | Dzień           | Miejscowość | Miejsce | Punkty | Biegi     | Reprezentacja | Zwycięzca |
| ----- | --------------- | ----------- | ------- | ------ | --------- | ------------- | --------- |
| 2020  | 17 października | Lublin      | 2.      | 8      | (2,4,0,2) | Polska        | Rosja     |

## Starty w lidze (szczegółowo)

### Liga polska
Stan na 3 grudnia 2024.
| Sezon | Liga       | Klub                     | Miejsce      | Mecze | Biegi | Punkty | Bonusy | Razem | Śr. bieg.   | Śr. mecz. |
| ----- | ---------- | ------------------------ | ------------ | ----- | ----- | ------ | ------ | ----- | ----------- | --------- |
| 2009  | Ekstraliga | Polonia Bydgoszcz        | 4.           | 14    | 28    | 16     | 2      | 18    | 0,643 (nsk) | 1,14      |
| 2010  | Ekstraliga | Polonia Bydgoszcz        | 8. (spadek)  | 14    | 55    | 50     | 5      | 55    | 1,000 (49.) | 3,57      |
| 2011  | 1. Liga    | Polonia Bydgoszcz        | 1. (awans)   | 18    | 67    | 71     | 14     | 85    | 1,269 (46.) | 3,72      |
| 2012  | Ekstraliga | Polonia Bydgoszcz        | 6.           | 18    | 71    | 88     | 14     | 102   | 1,437 (45.) | 4,89      |
| 2013  | Ekstraliga | Polonia Bydgoszcz        | 10. (spadek) | 18    | 69    | 86     | 16     | 102   | 1,478 (46.) | 4,78      |
| 2013  | 2. Liga    | Kolejarz Opole (gość)    | 3.           | 5     | 25    | 56     | 3      | 59    | 2,360 (nsk) | 11,20     |
| 2014  | 1. Liga    | Polonia Bydgoszcz        | 5.           | 14    | 70    | 132    | 12     | 144   | 2,057 (8.)  | 9,43      |
| 2015  | 1. Liga    | Polonia Bydgoszcz        | 4.           | 13    | 70    | 133    | 11     | 144   | 2,057 (9.)  | 10,23     |
| 2016  | Ekstraliga | Sparta Wrocław           | 4.           | 17    | 68    | 75     | 15     | 90    | 1,324 (38.) | 4,41      |
| 2017  | Ekstraliga | Sparta Wrocław           | 3.           | 15    | 68    | 88     | 18     | 106   | 1,559 (32.) | 5,87      |
| 2018  | Ekstraliga | Stal Gorzów Wielkopolski | 2.           | 17    | 80    | 117    | 14     | 131   | 1,638 (29.) | 6,88      |
| 2019  | Ekstraliga | Stal Gorzów Wielkopolski | 7.           | 13    | 62    | 111    | 10     | 121   | 1,952 (16.) | 8,54      |
| 2020  | Ekstraliga | Stal Gorzów Wielkopolski | 2.           | 15    | 73    | 97     | 17     | 114   | 1,562 (33.) | 6,47      |
| 2021  | Ekstraliga | Stal Gorzów Wielkopolski | 3.           | 16    | 79    | 122    | 20     | 142   | 1,798 (21.) | 7,63      |
| 2022  | Ekstraliga | Stal Gorzów Wielkopolski | 2.           | 19    | 100   | 170    | 15     | 185   | 1,850 (19.) | 8,95      |
| 2023  | Ekstraliga | Stal Gorzów Wielkopolski | 5.           | 16    | 77    | 136    | 16     | 152   | 1,974 (15.) | 8,5       |
| 2024  | Ekstraliga | Stal Gorzów Wielkopolski | 4.           | 20    | 90    | 137    | 16     | 153   | 1,700 (27.) | 7,21      |

### Liga szwedzka
| Sezon | Liga       | Klub                   | Miejsce | Mecze | Biegi | Punkty | Bonusy | Razem | Śr. bieg.   | Śr. mecz. |
| ----- | ---------- | ---------------------- | ------- | ----- | ----- | ------ | ------ | ----- | ----------- | --------- |
| 2015  | Elitserien | Rospiggarna Hallstavik | 6.      | 5     | 22    | 19     | 4      | 23    | 1,046 (nsk) | 3,80      |
| 2017  | Elitserien | Vetlanda Speedway      | 2.      | 14    | 59    | 108    | 13     | 121   | 2,051 (10.) | 7,71      |
| 2018  | Elitserien | Vetlanda Speedway      | 6.      | 8     | 33    | 39     | 7      | 46    | 1,394 (45.) | 5,57      |
| 2019  | Elitserien | Vetlanda Speedway      | 4.      | 17    | 77    | 97     | 19     | 116   | 1,507 (47.) | 6,06      |
| 2020  | Elitserien | Vetlanda Speedway      | 5.      | 3     | 18    | 36     | 2      | 38    | 2,111 (nsk) | 12,00     |
| 2021  | Elitserien | Vetlanda Speedway      | 5.      | 8     | 33    | 69     | 2      | 71    | 2,152 (nsk) | 9,86      |
| 2022  | Elitserien | Rospiggarna Hallstavik | 3.      | 10    | 46    | 87     | 7      | 94    | 2,044 (13)  | 9,67      |
| 2023  | Elitserien | Kumla Indianerna       | 4.      | 11    | 51    | 81     | 10     | 91    | 1,784 (21)  | 7,36      |
| 2024  | Elitserien | Kumla Indianerna       | 3.      | 18    | 96    | 168    | 22     | 190   | 1,979 (15)  | 9,33      |

### Liga brytyjska
| Sezon | Liga         | Klub            | Miejsce | Mecze | Biegi | Punkty | Bonusy | Razem | Śr. bieg.   | Śr. mecz. |
| ----- | ------------ | --------------- | ------- | ----- | ----- | ------ | ------ | ----- | ----------- | --------- |
| 2015  | Elite League | Leicester Lions | 6.      | 28    | 120   | 162    | 15     | 177   | 1,475 (40.) | 5,79      |
| 2016  | Elite League | Leicester Lions | 8.      | 24    | 94    | 140    | 13     | 153   | 1,596 (36.) | 7,00      |

## Pozostałe osiągnięcia

### Miniżużel
- reprezentant Polski w miniżużlu w latach 2004–2008
- zdobywca Pucharu Polski w latach 2006–2008
- indywidualny wicemistrz Polski 2006, 2007
- drużynowy mistrz Polski 2008
- drużynowy wicemistrz Polski 2006, 2007
- mistrz Polski 2008
- 10. zawodnik mistrzostw Europy 2007
- 4. zawodnik mistrzostw Europy 2008
- indywidualny mistrz Rybnika 2007

### Żużel
- 10. miejsce w młodzieżowych indywidualnych mistrzostwach Polski 2009
- finalista Brązowego Kasku 2009
- 10. miejsce w finale ligi juniorów 2009
- Indywidualny Mistrz Pomorza 2009
- brązowy medal Drużynowych Mistrzostw Świata Juniorów 2010 (Rye House – Wielka Brytania)
- 1. miejsce w Młodzieżowych Drużynowych Mistrzostwach Polski 2011
- 4. miejsce w finale Indywidualnych Mistrzostw Europy Juniorów 2011 (Ljubljana – Słowenia)
- 2. miejsce w finale Młodzieżowych Mistrzostw Polski Par Klubowych, Gniezno 2012
- 1. miejsce w finale Młodzieżowych Indywidualnych Mistrzostw Polski, Gorzów Wlkp. 2014
- 3. miejsce w finale Srebrnego Kasku (Krosno 2014)
- 1. miejsce w finale Mistrzostw Polski Par Klubowych 2017 (turniej za sezon 2016[17])
- Indywidualny Mistrz Polski, Gorzów Wlkp. 2017
- 3. miejsce w Memoriale Edwarda Jancarza 2018
- brązowy medal Indywidualnych Mistrzostw Polski 2020
- 4. miejsce w Kryterium Asów Polskich Lig Żużlowych im. Mieczysława Połukarda 2021
- 5. miejsce w Kryterium Asów Polskich Lig Żużlowych im. Mieczysława Połukarda 2022
- 3. miejsce w  Kryterium Asów Polskich Lig Żużlowych im. Mieczysława Połukarda 2023
- 2. miejsce w  Kryterium Asów Polskich Lig Żużlowych im. Mieczysława Połukarda 2024